# Casuarito
Casuarito es un centro poblado, perteneciente al municipio de Puerto Carreño (Vichada) a orillas del río Orinoco. Se encuentra localizado al sur de la cabecera municipal, frente a la capital del estado venezolano de Amazonas: Puerto Ayacucho. Es el punto intermodal en donde el sistema de transporte pasa de terrestre a fluvial y viceversa. 
Este es un punto estratégico y de transporte de un sistema a otro ya que hasta aquí llega toda la mercancía por tierra desde el interior del país para ser transportada por agua hasta Inírida; igualmente allí llegan por agua todos los insumos y mercancías de Venezuela para ser llevados luego por tierra a diversos lugares en el municipio.